# Gil McGregor
Gilbert Ray "Gil" McGregor (nacido el 14 de junio de 1949) es un exjugador de baloncesto estadounidense que disputó una temporada en la NBA, además de jugar en la EBA. Con 2,03 metros de estatura, jugaba en la posición de ala-pívot. Ha sido durante más de 20 años comentarista de televisión de los New Orleans Hornets.

## Trayectoria deportiva

### Universidad
Jugó durante su etapa universitaria en los Demon Deacons de la Universidad Wake Forest.

### Profesional
Fue elegido en la octogésimo novena posición del Draft de la NBA de 1971 por Cincinnati Royals, y también por los Virginia Squires en el Draft de la ABA, fichando por los primeros. Jugó una temporada, en la que promedió 4,1 puntos y 3,5 rebotes por encuentro.

## Estadísticas de su carrera en la NBA

### Temporada regular
| Temporada | Edad | Equipo            | Liga | P  | TIT | MIN  | TC  | TCA | %TC  | 3P | 3PA | %3P | TL  | TLA | %TL  | R.OF. | R.DEF. | REB | ASIS | ROB | TAP | PER | FP  | PTS |
| 1971-72   | 22   | Cincinnati Royals | NBA  | PF | 42  | 12.7 | 1.6 | 4.3 | .363 |    |     |     | 0.9 | 1.3 | .696 |       |        | 3.5 | 0.4  |     |     |     | 2.9 | 4.1 |
| Total     |      |                   | NBA  |    | 42  | 12.7 | 1.6 | 4.3 | .363 |    |     |     | 0.9 | 1.3 | .696 |       |        | 3.5 | 0.4  |     |     |     | 2.9 | 4.1 |